# Miękowo (powiat goleniowski)
Miękowo (niem. Münchendorf) – wieś w Polsce położona w województwie zachodniopomorskim, w powiecie goleniowskim, w gminie Goleniów.
Miękowo leży przy drodze ekspresowej S3 stanowiącej jego obwodnicę, 5 km na północ od Goleniowa, na niewielkim obszarze niezadrzewionym, wśród lasów Puszczy Goleniowskiej nad Krępą.
W latach 1975–1998 miejscowość położona była w województwie szczecińskim.
Obecnie miejscowość liczy ok. 200 mieszkańców (2000), znajduje się tu kościół pw. Świętej Trójcy należy do parafii w Krępsku. Jest to budowla barokowa, powstała w 1782 roku, kościółek o konstrukcji ryglowej. Kościół i wieża (tworzą jedność) posiadają szkielet z belek dębowych. Jest to prosty, salowy budynek, wieża natomiast posiada trzy kondygnacje, została także zwieńczona faliście spływającym barokowym hełmem dzwonowym. Pod koniec XIX wieku, w trakcie remontu kościołowi nadano elementy neogotyckie (ostrołukowe okna) oraz położono dachówki. Okna witrażowe, wyposażenie pochodzi w większości z XX wieku (ambona, ławki, ołtarz). Kościół posiada jedno wejście, od strony południowej, otoczony jest cennym starodrzewem. Dzięki staraniom mieszkańców wsi oraz pomocy władz samorządowych oraz środków zewnętrznych udało się w 2008 roku zakończyć prace remontowe.

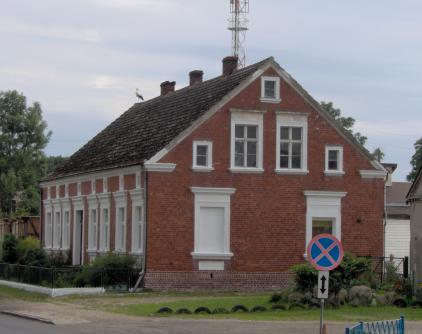
Stary dom ceglany w Miękowie

1,5 km na północ od wsi znajduje się osada Twarogi, do 1945 Schnitsall, pierwsza wzmianka o niej pochodzi z połowy XIX wieku, w latach 20. XX wieku znajdowała się tutaj leśniczówka, obecnie znajduje się tutaj jeden dom mieszkalny oraz chlewnia.
We wsi znajdował się skład paliw będący częścią jednostki wojskowej w Białuniu, obecnie na jego terenie znajduje się noclegownia dla bezdomnych oraz prowadzone przez nich gminne schronisko dla zwierząt. Jednak złe warunki zmusiły do przeniesienia ośrodka dla bezdomnych i schroniska do niedalekiej wsi Budno.

## Historia Miękowa
Osadnictwo na terenie Miękowa rozpoczęło się w młodszej epoce kamienia. Przypuszczenia te są potwierdzone znaleziskami osad kultury pucharów lejkowatych i ceramiki sznurowej. W XIII wieku wieś pojawiła się w dokumencie mówiącym o jej przynależności do klasztoru w Ueckermünde, a później Jasienicy, o czym świadczy niemiecka nazwa wsi Münchendorf – dosł. Mnichowo. Na początku XIV wieku Miękowo przeszło pod własność księcia Ottona I, w 1309 zostało podarowane miastu Goleniów. W 1321 roku odbył się zjazd książąt zachodniopomorskich (Warcisław IV, Barnim III, Otton I), dotyczący spraw granicznych. Sama wieś została założona na planie owalnicy, który zatarł się w XIX wieku. W 1872 roku zamieszkiwało tu 408 osób. Zaraz po II wojnie światowej wieś nazywała się Nowina, później Miękowo.
Okoliczne miejscowości: Goleniów, Żdżary, Wierzchosław, Gniazdowo, Białuń.